# Konzerthaus Dortmund
Das Konzerthaus Dortmund im Dortmunder Stadtkern wurde im September 2002 eröffnet. Der neu errichtete Saal verfügt über 1550 Sitzplätze, davon 900 als Kleiner Saal nutzbar. Der Saal weist eine Nachhallzeit von etwa zwei Sekunden auf, die als optimal für Konzertsäle gilt, und wird aufgrund seiner Akustik und rechteckigen Form mit dem Saal des Wiener Musikvereins verglichen. Gründungsintendant und einer der Hauptinitiatoren für das Projekt Konzerthaus war Ulrich Andreas Vogt. Raphael von Hoensbroech ist seit der Saison 2018/19 Intendant sowie Geschäftsführer des Konzerthauses.

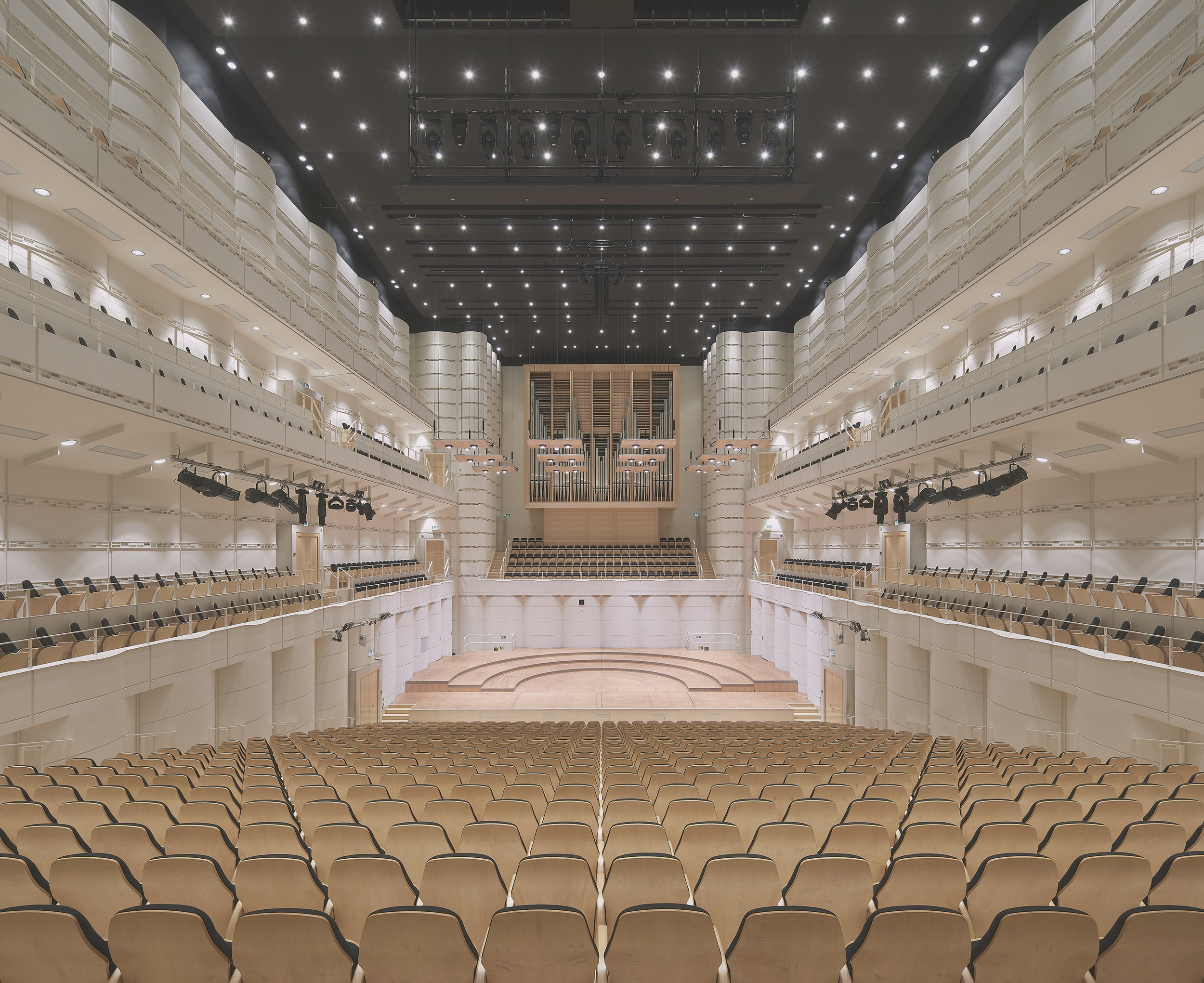
Konzertsaal mit 1550 Plätzen

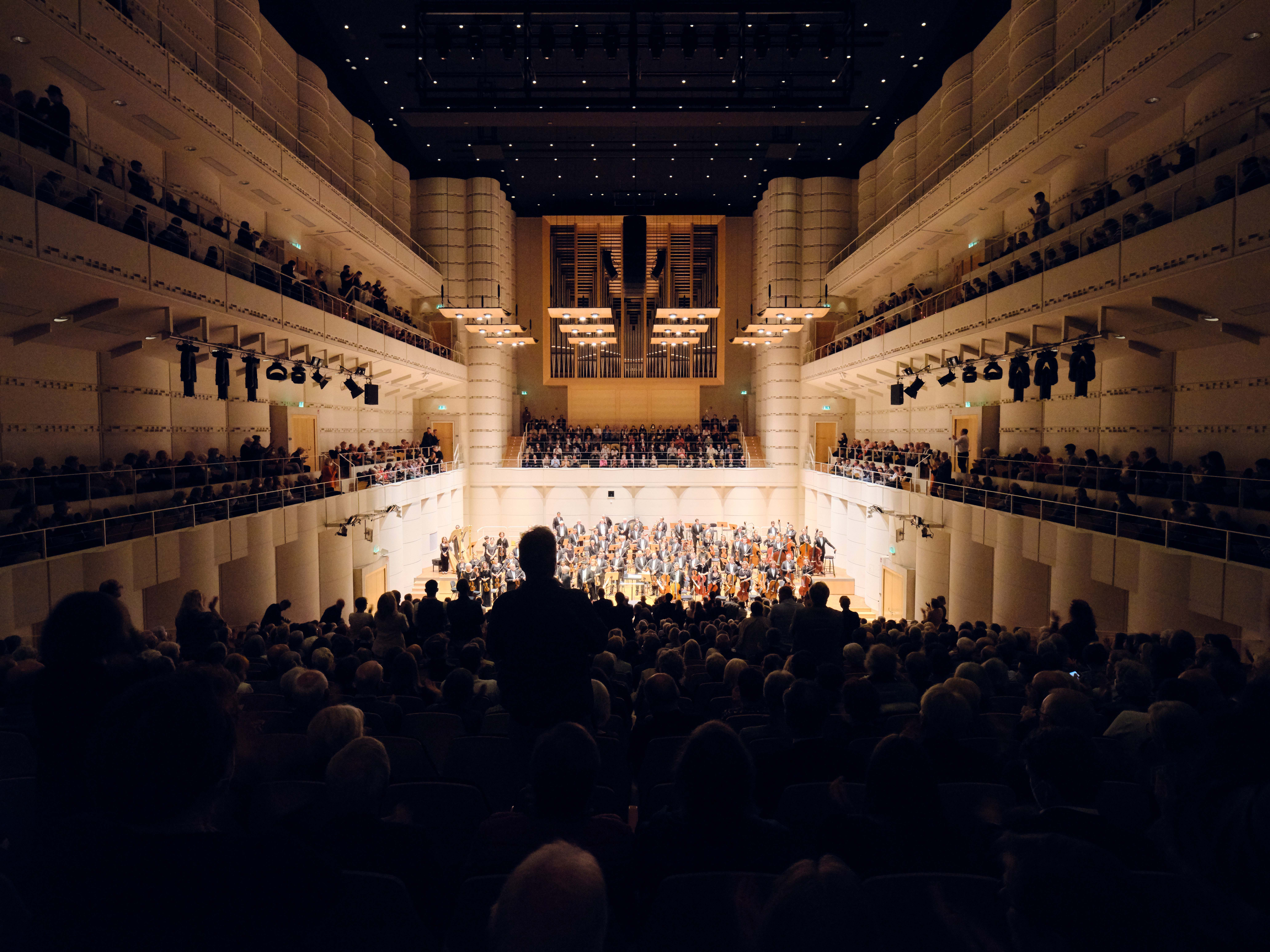
Konzertsaal Dortmund während Konzert

## Veranstaltungen
Die Spielzeit beginnt jeweils im September und endet im Juli des nächsten Jahres. Die Bandbreite des Programms reicht von Orchesterkonzerten, Klavierabenden, Kammermusik, konzertanten Opern, Chormusik über Jazz bis Weltmusik. 2006 rief das Konzerthaus Dortmund das deutschlandweit erste Pop-Abo ins Leben: Mit Akustik-Pop wird eine jüngere Zielgruppe an die Strukturen eines klassischen Konzert-Abonnements herangeführt, was im Publikum viel Zuspruch findet.
Im Rahmen der Eigenveranstaltungen (circa 100 Eigenveranstaltungen pro Spielzeit) veranstaltet das Konzerthaus Konzerte mit Solisten wie Anne-Sophie Mutter, die das Konzerthaus als Vorbild für nachfolgende Konzerthäuser empfahl, sowie international tätigen Orchestern. Im Laufe der Jahre gastierten (teils mehrmals) Anne-Sophie Mutter, Anna Netrebko, Cecilia Bartoli, Thomas Hampson, Hilary Hahn, Yuja Wang, Jonas Kaufmann, Matti Salminen, Yo-Yo Ma, Jan Lisiecki, Lang Lang, Alfred Brendel, das London Symphony Orchestra, die Berliner Philharmoniker, das Boston Symphony Orchestra, das Concertgebouw-Orchester aus Amsterdam, das City of Birmingham Symphony Orchestra oder das New York Philharmonic.
Darüber hinaus umfassen die Eigenveranstaltungen Konzerte in der Reihe Junge Wilde (etwa Konzerte mit Yuja Wang, Janine Jansen, Gautier Capuçon) sowie Vorträge, wie zum Beispiel die Reihe Kopfnoten mit dem Musikwissenschaftler Michael Stegemann. Das Konzerthaus veranstaltet außerdem konzertante Opernaufführungen (wie Das Rheingold mit Yannick Nézet-Séguin), Kammermusikabende (beispielsweise mit Gidon Kremer) und Liederabende (etwa mit Julian Prégardien und Asmik Grigorian) sowie Jazz-, Pop- und Comedyabende (zum Beispiel mit Michael Wollny und Kat Frankie).
Die Fremdveranstaltungen des Konzerthauses Dortmund beinhalten unter anderem Konzerte der Dortmunder Philharmoniker, regelmäßige Auftritte weiterer deutscher Orchester, Shows, Musicalproduktionen und Veranstaltungen wie das Klangvokal Musikfestival Dortmund und das Klavier-Festival Ruhr.
Als ein „Leuchtturmprojekt“ wurde in den Jahren 2003 bis 2004 eine halbszenische, konzertante Aufführung des Rings des Nibelungen von Richard Wagner mit internationaler Besetzung unter der Leitung von Hans Wallat aufgeführt. Weitere große Projekte waren die viertägige Ruhr Residenz der Berliner Philharmoniker im Jahr 2017, Wagners Tristan und Isolde mit Videoinstallationen von Bill Viola sowie Originalklang-Parsifal mit dem Dirigenten Thomas Hengelbrock.

### Veranstaltungsreihen (Auswahl)
Zu den festen Reihen der Dortmunder Dramaturgie gehören seit 2006 die Exklusivkünstler und die Jungen Wilden, die jeweils über drei Jahre wirken. Darüber hinaus veranstaltet das Konzerthaus Dortmund mehrtägige Festivals wie Zeitinsel und Curating Artist.

#### Exklusivkünstler
Als Exklusivkünstler waren von 2006 bis 2010 der Geiger Renaud Capuçon sowie der Pianist Fazıl Say zu erleben. Von 2010 bis 2013 folgte ihnen der Dirigent und Komponist Esa-Pekka Salonen, der in dieser Zeit mehrere spektakuläre multimediale Produktionen – wie die Installation re-rite – nach Dortmund brachte. Seither sind die Exklusivkünstler ausschließlich Dirigenten (Stand 2025).
Übersicht der Exklusivkünstler:
| Zeitraum  | Künstler                                    |
| --------- | ------------------------------------------- |
| 2006–2010 | Renaud Capuçon (Geiger) Fazıl Say (Pianist) |
| 2010–2013 | Esa-Pekka Salonen (Dirigent)                |
| 2013–2016 | Yannick Nézet-Séguin (Dirigent)             |
| 2016–2019 | Andris Nelsons (Dirigent)                   |
| 2019–2022 | Mirga Gražinytė-Tyla (Dirigentin)           |
| 2022–2025 | Lahav Shani (Dirigent)                      |
| 2025–2028 | Tarmo Peltokoski (Dirigent)                 |

#### Junge Wilde
Die Reihe „Junge Wilde“ bietet jungen Solisten am Anfang einer größeren Karriere über drei Jahre hinweg die Möglichkeit, sich dem Publikum in verschiedenen Kammermusikformationen im Rahmen der Eigenveranstaltungen des Konzerthauses zu präsentieren. Bisherige Künstler dieser Reihe waren:
| 2006–2009 | 2009–2012 | 2012–2015                                                                                             | 2015–2018 | 2018–2021 | 2021–2024 | 2024–2027                                                                                             |
| --- | --- | --- | --- | --- | --- | --- |
| Gautier Capuçon Annette Dasch Martin Fröst Janine Jansen Patricia Kopatchinskaja Antti Siirala Baiba Skride Martin Stadtfeld | Measha Brueggergosman Veronika Eberle Marie-Elisabeth Hecker Pekka Kuusisto Lise de la Salle Antoine Tamestit Anna Vinnitskaya Yuja Wang | Andreas Brantelid Khatia Buniatishvili Ray Chen Vilde Frang Jan Lisiecki Sebastian Manz Anna Prohaska | Behzod Abduraimov Benjamin Grosvenor Ksenija Sidorova Nicola Benedetti Andrè Schuen Andreas Ottensamer Edgar Moreau | Alexej Gerassimez Simon Höfele Lucas und Arthur Jussen Beatrice Rana Anna Lucia Richter Kian Soltani Emmanuel Tjeknavorian | Christina Gansch Cristina Gómez Godoy Isata Kanneh-Mason Sheku Kanneh-Mason Jean Rondeau Vivi Vassileva Noa Wildschut | Julia Hagen Lucie Horsch Timothy Ridout Mao Fujita Randall Goosby Lucienne Renaudin Vary Lea Desandre |

Martin Fröst
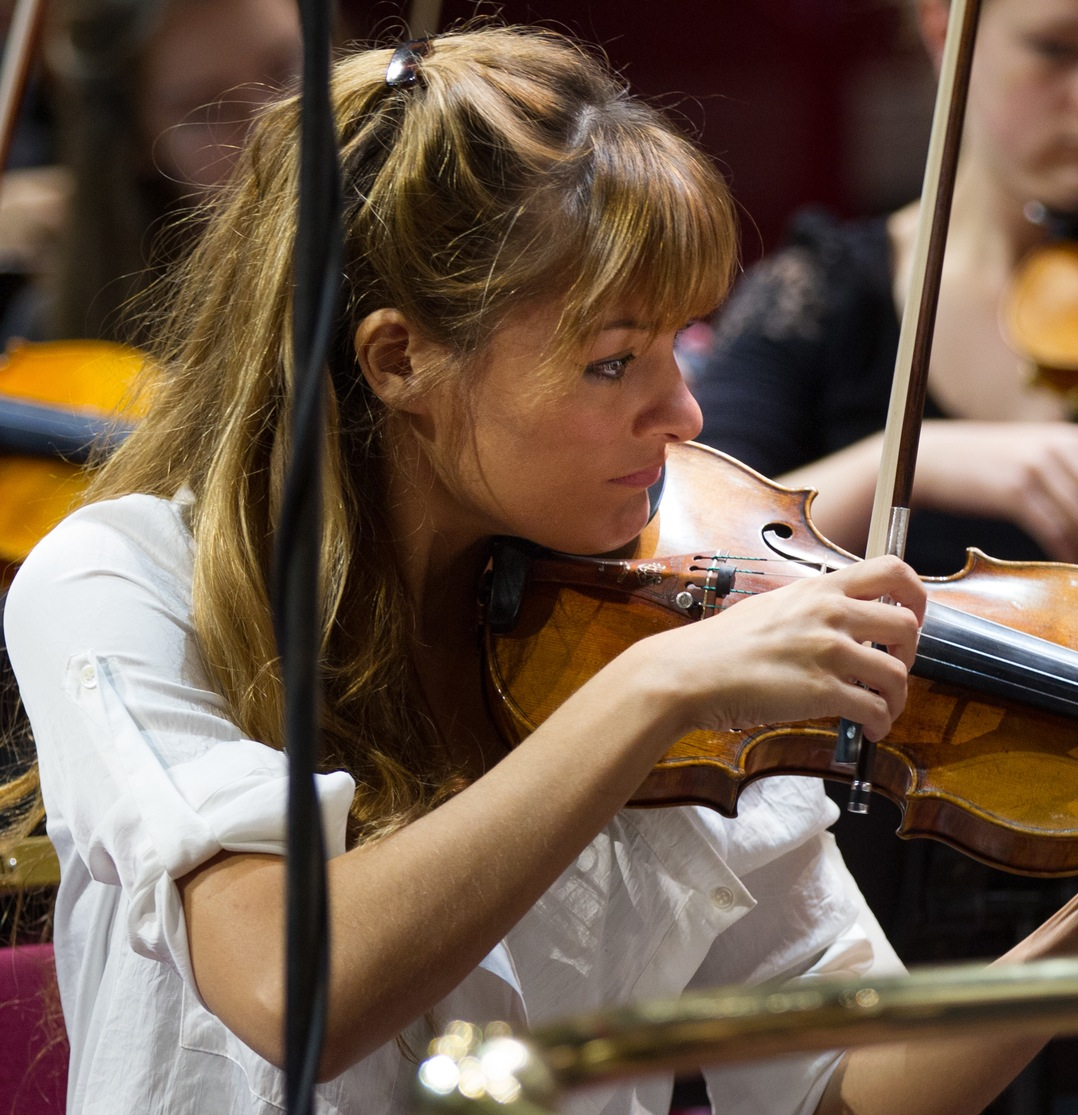
Nicky Benedetti
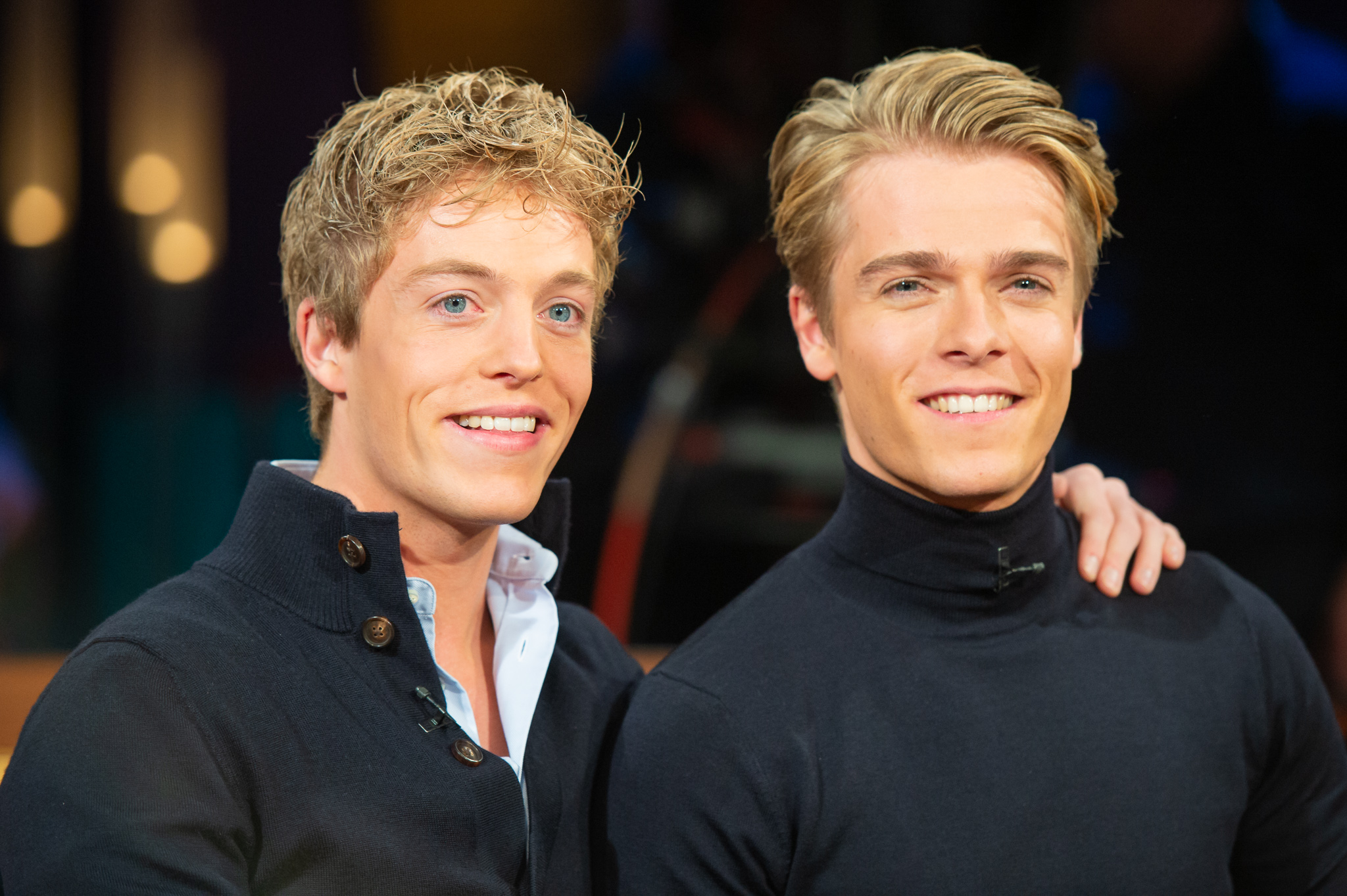
Lukas und Arthur Jussen

#### Zeitinsel
Seit 2008 dienen die Zeitinseln – kleine mehrtägige Festivals – der Beschäftigung mit ausgewählten zeitgenössischen Komponisten wie beispielsweise Arvo Pärt, Sofia Asgatowna Gubaidulina und Beat Furrer.

#### Curating Artists
Seit 2019 veranstaltet das Konzerthaus Dortmund im Rahmen der Reihe Curating Artist kleine Festivals, die von dem jeweiligen Künstler – dem Curating Artist – selbst gestaltet werden. Hierbei wählt der jeweilige Künstler die auftretenden Musiker sowie das Programm des Festivals selbst aus. Die bisherigen Curating Artists waren u. a. Gautier Capuçon, Philippe Jaroussky und die Geigerin Hilary Hahn, die im Herbst 2023 für eine Woche Violinkonzerte (etwa von Tschaikowsky sowie Mendelssohn) und Kammermusik darbot. Dabei werden im Rahmen der Reihe von den Künstlern auch Sonderformate wie Babykonzerte, Meisterklassen und öffentliche Gespräche veranstaltet.

## Geschichte

### Machbarkeitsstudie und Abriss des Universum-Kinos

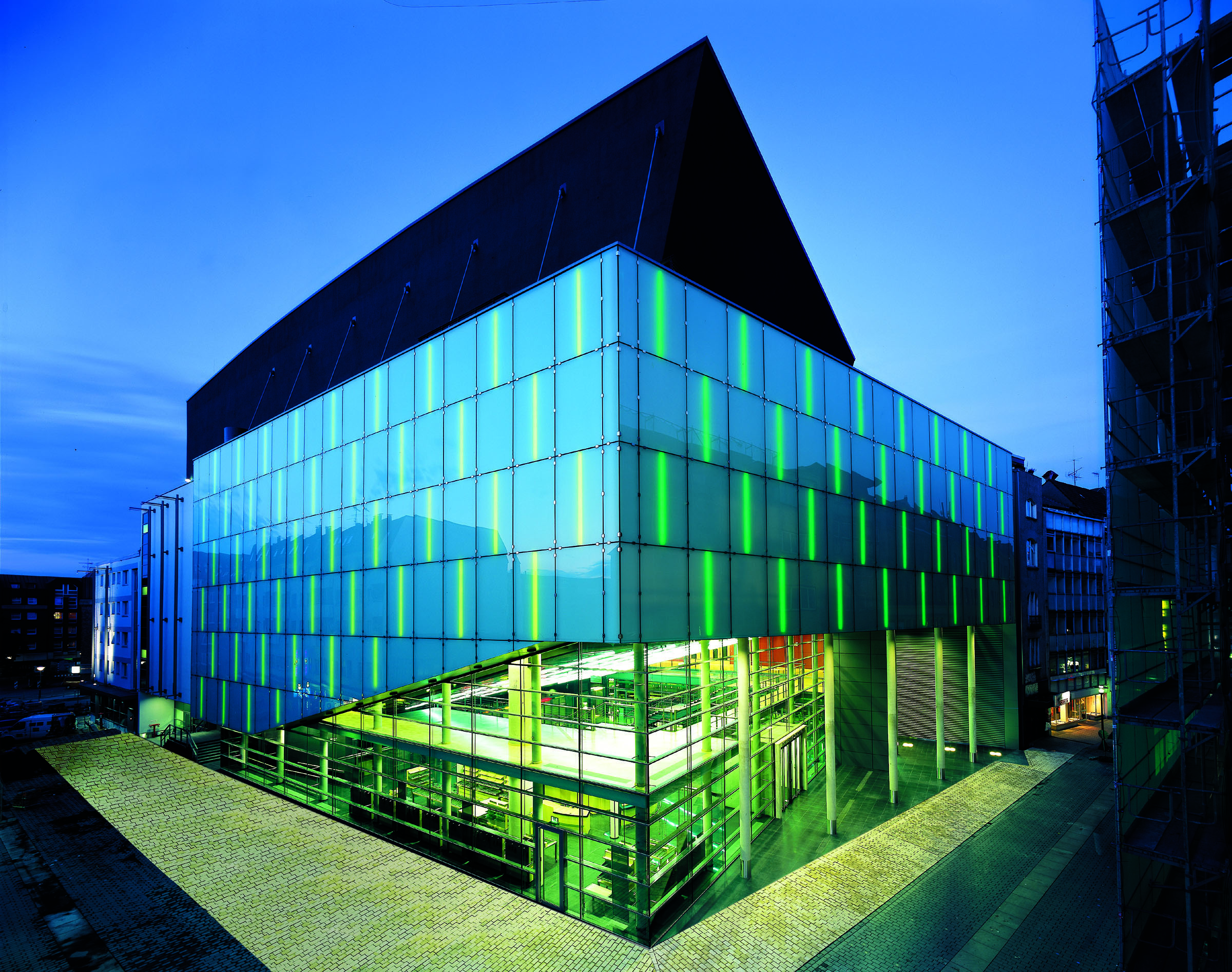
Konzerthaus Dortmund Außenansicht Haupteingang

Die Kulturstiftung Dortmund mit dem Arbeitskreis Pro Phil wurde auf Initiative des damaligen Vorsitzenden der Theater– und Konzertfreunde Dortmund e. V. – Ulrich Andreas Vogt – und des Dortmunder IHK-Präsidenten Fritz Jäger 1992 gegründet. Ziel der Gründer war es, für den Bau einer Philharmonie für Westfalen zu werben. Ursprünglich war geplant, im Bereich der Westfalenhallen ein Konzerthaus zu integrieren. Da das Brückstraßenviertel Mitte der 1990er Jahre durch verschiedene Maßnahmen aufgewertet werden sollte, sah die Stadt Dortmund dort den optimalen Standort. Sie gab 1997 eine Studie in Auftrag, die klären sollte, wie man das alte Universum-Kino in der Brückstraße zu einem Konzertsaal umbauen könne. Eine Machbarkeitsstudie kam zu dem Ergebnis, dass dies aufgrund der zu erwartenden Zuschauerkapazität, der erforderlichen Podiumsgröße und der Umsetzung einer guten Akustik nur durch einen Neubau unter Einbeziehung eines angrenzenden Kaufhauses möglich wäre. Am 1. Februar 1999 wurde mit dem Abriss der zu dem Zeitpunkt leer stehenden Gebäude des Kinos und des Kaufhauses begonnen. Die statischen Gegebenheiten in der Blockbebauung verlangten ein etagenweises Abtragen, um die Standsicherheit nicht zu gefährden. Beim Abriss entstanden in acht Monaten 45.000 Kubikmeter Schutt.

### Bau des Konzerthauses

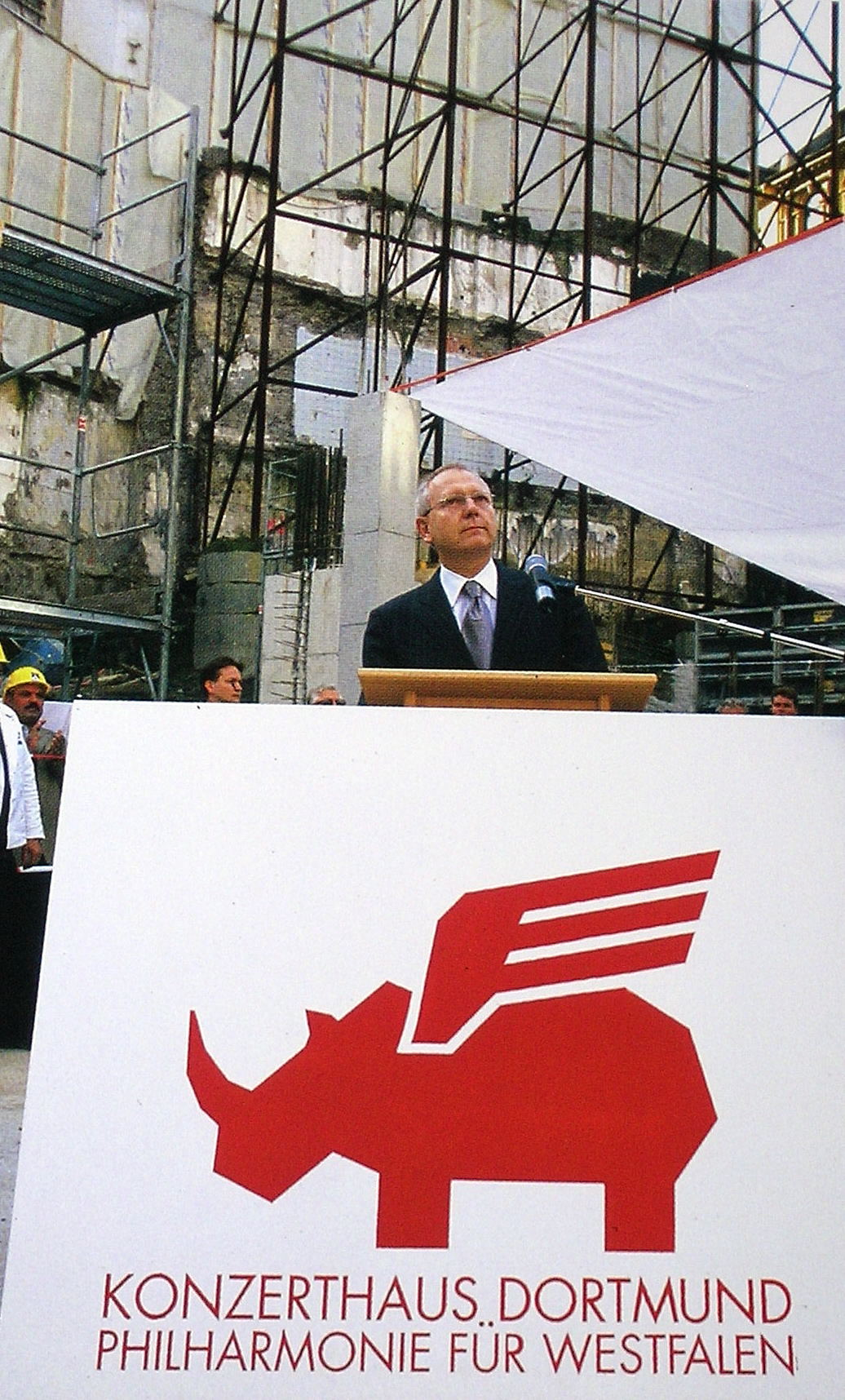
Grundsteinlegung

Das Konzerthaus (auch „Philharmonie für Westfalen“ genannt) wurde vom Architekt Ralf Schulte-Ladbeck konzipiert. Im Juli 2000 bezogen die Generalunternehmer Freundlieb und Hochtief ihr Baubüro in der Reinoldistraße. Insgesamt dauerte die Einrichtung der Baustelle mit einer Grundstücksfläche von 2500 Quadratmetern rund eine Woche; bis zu 200 Handwerker arbeiteten gleichzeitig.
Am 16. Oktober 2000 wurde der Grundstein für den Bau des Konzerthauses gelegt und im September des Folgejahres begann der Innenausbau. Im März 2002 wurde im Saal mit der Installation der akustischen Innenausstattung begonnen. In den Hochzeiten der Bauausführungen fuhren tägl. bis zu 50 LKW die Baustelle an. Insgesamt waren für den Rohbau 9000 Kubikmeter Beton nötig. Nachdem die handwerkliche Arbeit im Konzertsaal im April 2002 beendet worden war, konnte das Parkett verlegt sowie die Stühle eingebaut, sowie am 25. April 2002 die Orgel der Orgelmanufaktur Klais eingestimmt werden.
Die ursprünglich geplanten 60 Millionen DM Baukosten konnten nicht eingehalten werden. Insgesamt wurden 95 Millionen DM (rd. 48 Millionen Euro) ausgegeben.
Die Wiener Philharmoniker sagten mit ihrem Auftritt im Konzerthaus Dortmund am 21. Mai 2002 zum ersten Mal in ihrer Geschichte ein Konzert in einem Saal zu, in dem zum Zeitpunkt des Vertragsabschlusses noch nie ein Orchester gespielt hatte. Anfang September desselben Jahres konnte das Haus im Rahmen eines Tags der offenen Tür besichtigt werden; vom 13. bis 15. September wurde es mit Galakonzerten offiziell eröffnet.

### Erste Jahre
Die ersten drei Jahre des Konzerthauses standen unter dem Motto des Aufbruchs; dabei konnten bald nach Aufnahme des Betriebs international tätige Orchester, Dirigenten, Solisten und Künstler verpflichtet werden, beispielsweise die Spitzenorchester aus Wien, London, Amsterdam, Berlin, München, Dresden und Leipzig mit Dirigenten wie Kent Nagano, Lorin Maazel, Zubin Mehta, Kurt Masur, James Levine, Riccardo Muti, André Previn und Christian Thielemann. Als Composer in Residence wurden Matthias Pintscher, Hanspeter Kyburz, Karlheinz Stockhausen, Rebecca Saunders und Péter Eötvös verpflichtet. In den ersten Jahren wurde das Konzerthaus Mitglied der International Society for the Performing Arts und diente als Veranstaltungsort für zahlreiche Rundfunk- und Fernsehaufzeichnungen, wie z. B. die ECHO-Klassik-Verleihung 2003.

### Etablierung
Im Januar 2005 legte der Gründungsintendant Vogt nach Unstimmigkeiten mit der politischen Führung der Stadt seine Ämter nieder. Unter der Leitung des Nachfolgeintendanten Benedikt Stampa (2005 bis 2018) ist das Dortmunder Konzerthaus aufgrund seiner außergewöhnlich guten Akustik und des dankbaren Publikums für viele Orchester und Künstler ein beliebter Aufführungsort geworden. Seit 2006 verwendet das Konzerthauses den Slogan „So klingt nur Dortmund!“. Im Jahr 2018 trat Raphael von Hoensbroech als neuer Intendant sein Amt an, sein Vertrag wurde 2023 bis zum Jahr 2030 verlängert. Dabei wurden unter von Hoensbroech verschiedene neue Formate getestet, beispielsweise die Abteilung Community Music, die mit über 900 Workshops bis 2023 mehr als 10.000 Menschen erreichte.

## Architektur

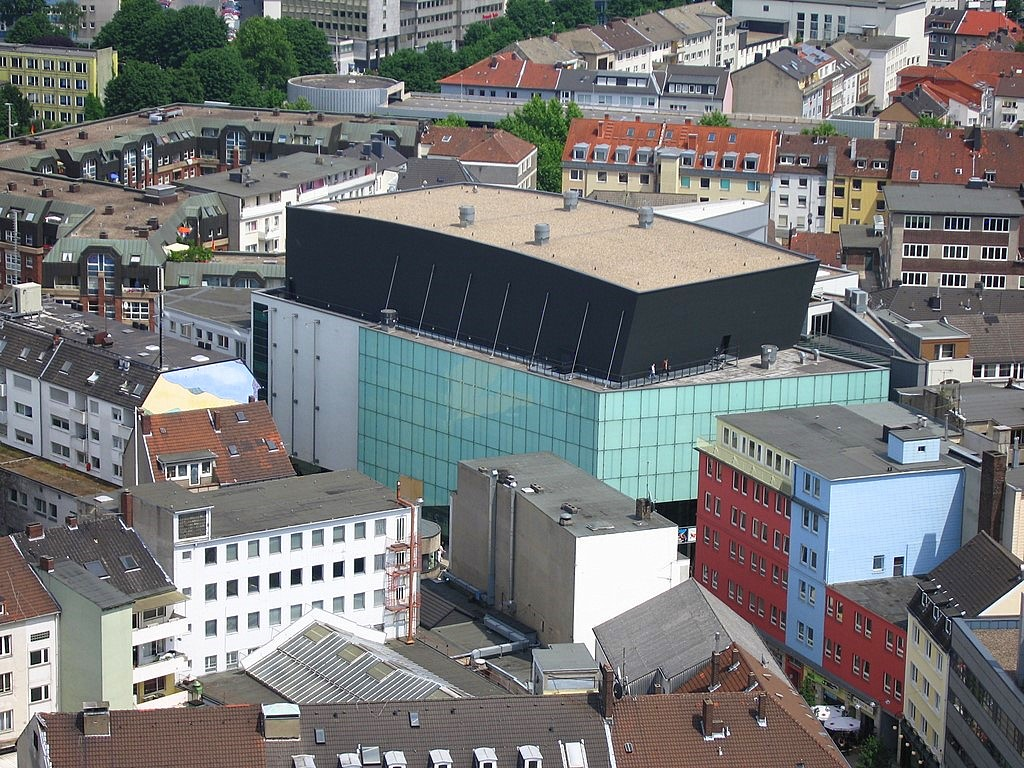
Das Konzerthaus als integraler Bestandteil der urbanen Bebauung

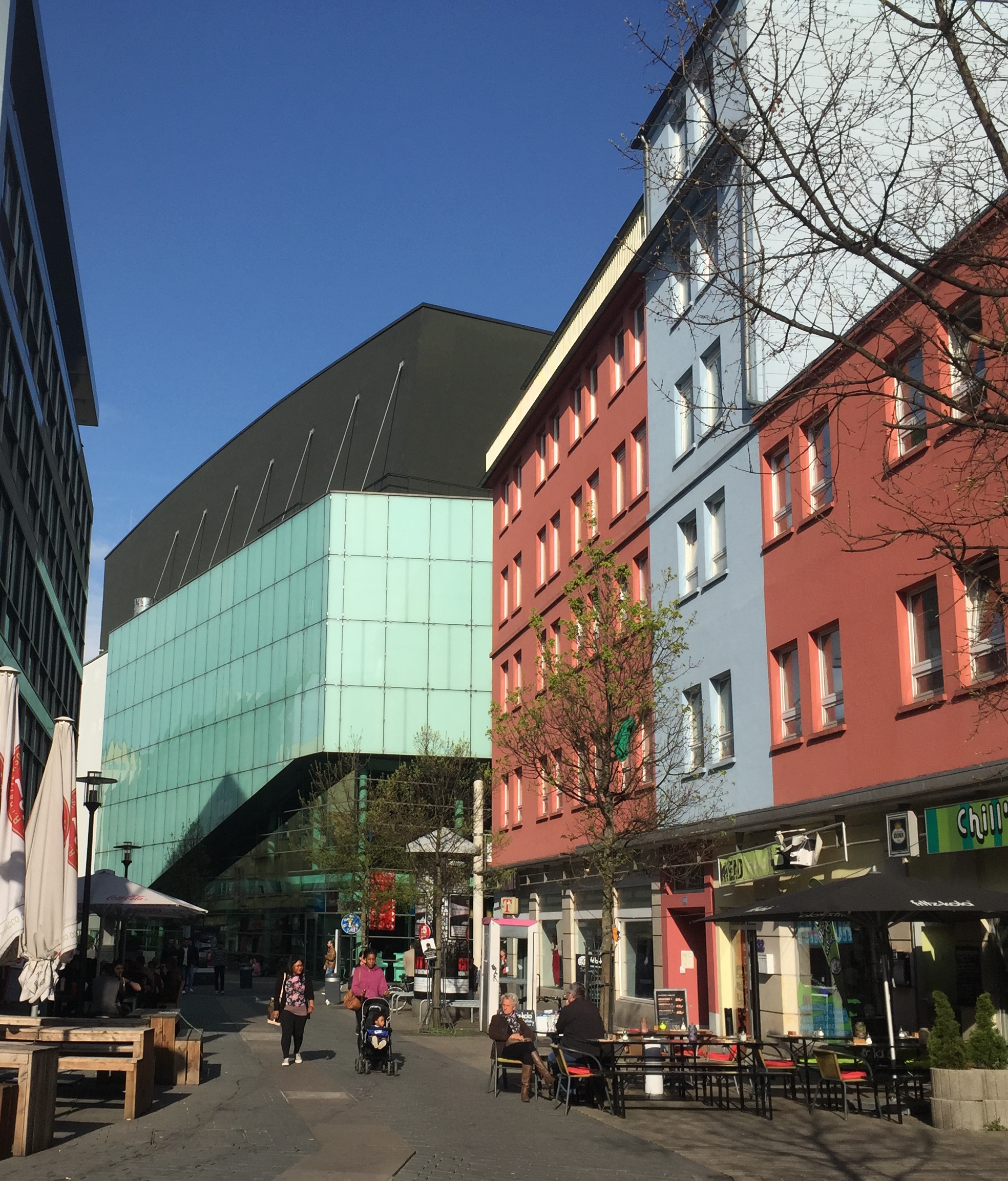
Blickrichtung Ludwigstraße

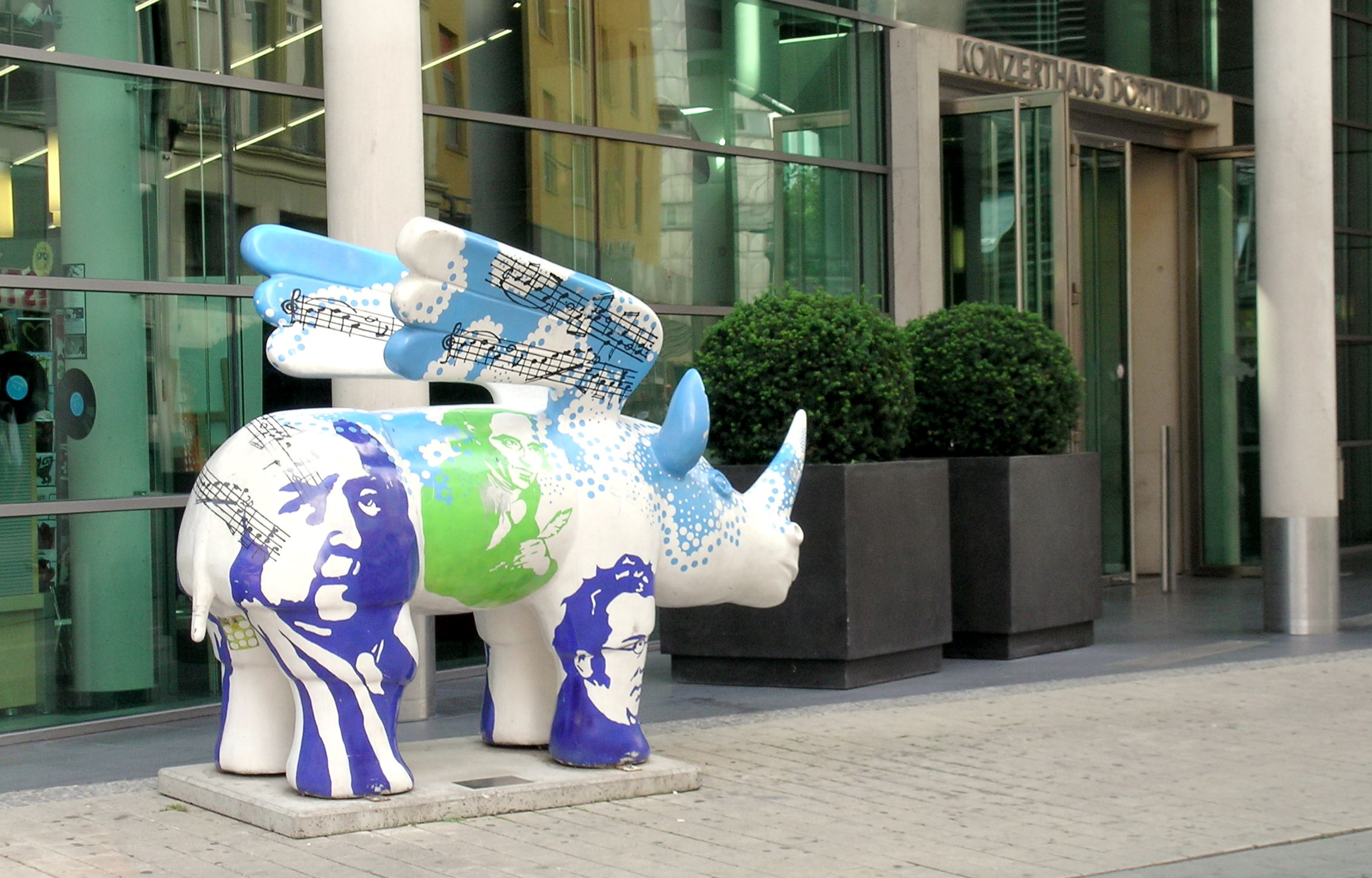
Das geflügelte Nashorn vor dem Konzerthaus-Eingang

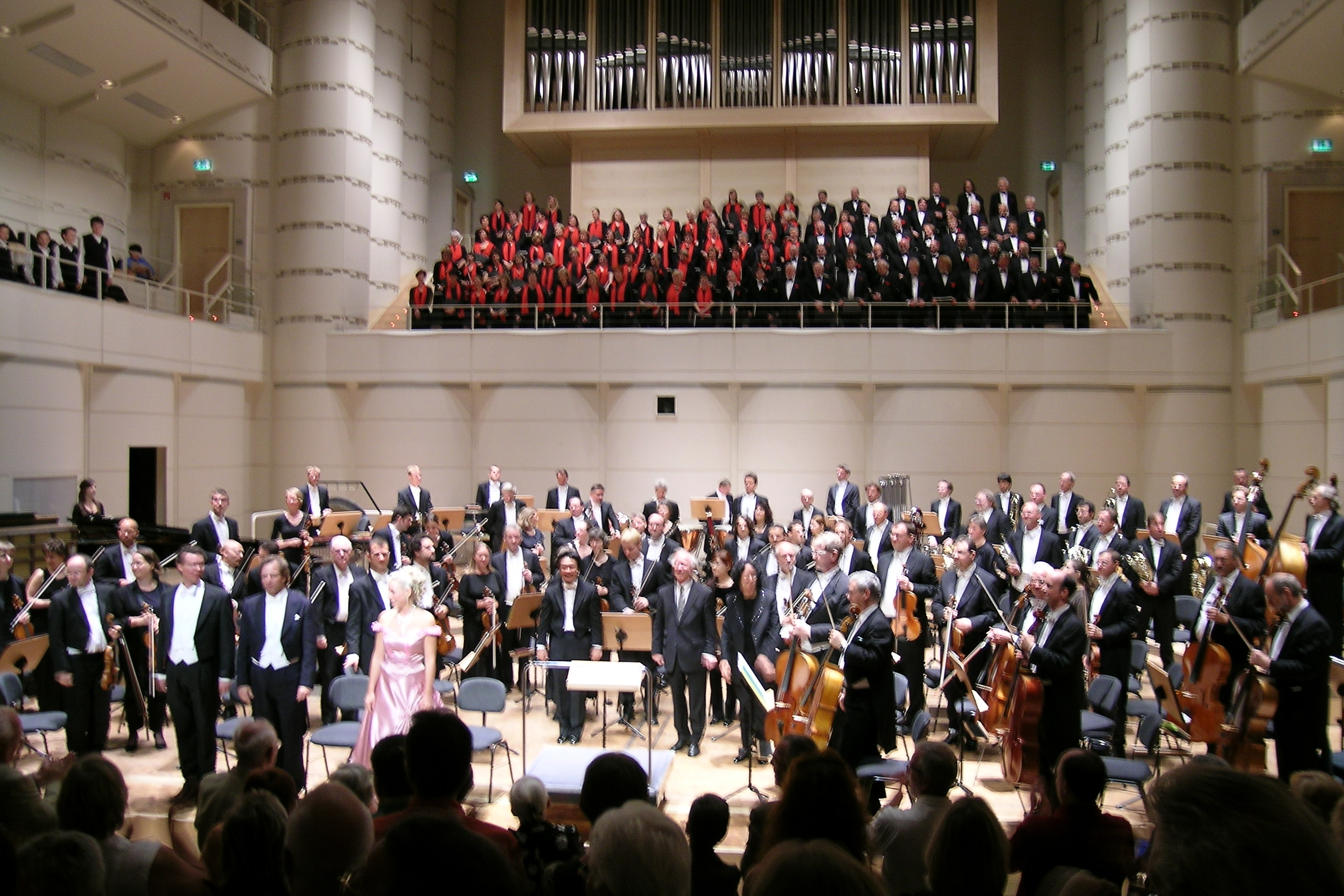
Konzert Carmina Burana 2005

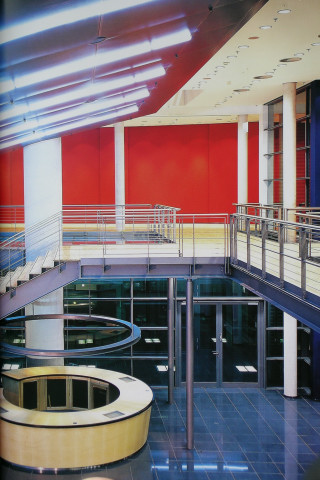
Innenansicht

Das Konzerthaus liegt im Brückstraßenviertel an der Kreuzung der Brückstraße mit der Ludwigstraße.

### Fassade
Die Fassade reiht sich in der Form in die umstehenden Gebäude ein; zugleich sticht die mit computergesteuerten LED-Leuchten versehene Ätzglasfassade optisch hervor. Dem Eingangsbereich mit der durchsichtigen Glasfront ist kein Vorplatz vorgelagert. Eine gläserne Passage schafft eine optische Verbindung zum Nachbargebäude.

### Innenbereich
Im über den Haupteingang an der Brückstraße zugänglichen „Stadtfoyer“ befinden sich eine Bar, Garderoben und die Abendkasse. Von hier ist der freistehende, durch zwei Betonpfeiler gehaltene Konzertsaal im ersten Stock ersichtlich, der über Treppen oder Fahrstühle erreichbar ist. Die inneren Räumlichkeiten wurden vom Maler Oliver Jordan gestaltet; so zieren die Foyers übergroße Ölporträts von Gustav Mahler, Arnold Schönberg und Igor Strawinsky.

### Konzertsaal
Der von außen geschlossene, schwarze Saal liegt wie ein schräg gestellter Kasten im Gebäude. Innen sind die Wände cremeweiß. Die schwarze Decke ist mit Leuchten, die wie ein Sternenhimmel angeordnet sind, versehen. Insgesamt verfügt der Saal über 1.550 Plätze auf drei Rängen, die mittels eines Vorhangs auf 900 Plätze reduziert werden können. Weitere 800 Personen haben im ansteigenden Parkett Platz. Die obersten Ränge bieten große Balkone. Das Beleuchtungssystem kann an verschiedene Veranstaltungsarten angepasst werden.

### Akustik
Die Planung der Raumakustik erfolgte durch das Ingenieurbüro Graner + Partner, die neben den traditionellen Methoden der akustischen Berechnung auch virtuelle Simulationsprogramme einsetzten, mit denen die Konstruktionsschritte im Labor geplant werden konnten. Die Nachhallzeit von etwa zwei Sekunden gilt als optimal für professionelle Konzertsäle.
Zwölf Holzsegel, die an der Decke über dem Podium hängen, optimieren durch Klangreflektion das gegenseitige Hören der Musiker auf der Bühne. Maßgeblich für die Tongestaltung im Raum sind unter anderem die schalldämmenden konvexen Gipswände und die Gipskarton-Platten an der Decke, die mit ihrer glatten und gebogenen Oberfläche die Klänge auffangen. Auch Form und Gestaltung der Stühle sind genau berechnet, diese besitzen unter der Sitzfläche eine Lochplatte aus Holz zur verbesserten Klangverteilung.
Ebenso wurde eine elektroakustische Verstärkung mit Lautsprechersystem integriert. Über die Tontechniker-Kabine ist es möglich, Tonaufnahmen vorzunehmen.

### Orgel
Die Orgel wurde vom Architekturbüro Schröder, Schulte-Ladbeck entworfen, für die Disposition war Bernhard Buttman zuständig; gefertigt wurde sie in der Werkstatt Johannes Klais Orgelbau und am 25. April 2002 erstmals öffentlich gespielt. Die Kosten in Höhe von 920.000 Euro wurden von der Kulturstiftung der Industrie- und Handelskammer finanziert.
Die Orgel besteht aus 53 klingenden Registern, zwei Tremulanten und 15 verschiedenen Koppeln sowie solistisch prägnanten Pfeifenregistern. Sie ist 10,50 Meter breit, 12,60 Meter hoch, wiegt 20 Tonnen und besteht aus 3.565 Pfeifen, davon 306 aus Holz und 3.259 aus Zinn. In der Vorderansicht sind nur 41 Pfeifen aus Zinn sichtbar. Die kleinste Pfeife der Orgel misst acht Millimeter; die größte ist das C des 16′-Principal, eine Pfeife, die inklusive Fuß 8,13 Meter lang und 400 Kilogramm schwer ist. Der elektrische Spieltisch mit 61 Tasten pro Manual und 32 Pedaltasten ist auf dem Podium fahrbar. Die 70 Wippschalter für die Register und Koppeln befinden sich in vier Reihen neben den Manualen. 400 verschiedene Registrierungen können vorab gespeichert und abgerufen werden.
| I Manual C–c4    |        |
| Principal        | 16′    |
| Principal        | 08′    |
| Viola di Gamba 0 | 08′    |
| Konzertflöte     | 08′    |
| Gemshorn         | 08′    |
| Bordun           | 08′    |
| Octave           | 04′    |
| Rohrflöte        | 04′    |
| Quinte           | 02 ⁄3′ |
| Octave           | 02′    |
| Cornet III–V     | 08′    |
| Mixtur V         | 02′    |
| Fagott           | 16′    |
| Trompete         | 08′    |

| II Manual C–c4     |         |
| Principal          | 08′     |
| Quintatön          | 08′     |
| Salicional         | 08′     |
| Lieblich gedeckt 0 | 08′     |
| Octave             | 04′     |
| Flaut dolce        | 04′     |
| Nasat              | 02 ⁄3′  |
| Piccolo            | 02′     |
| Terz               | 01 3⁄5′ |
| Progressio IV      | 01 ⁄3′  |
| Bassethorn         | 08′     |
| Tremulant          |         |

| III Manual C–c4     |        |
| Lieblich gedeckt    | 16′    |
| Geigenprincipal     | 08′    |
| Flûte harmonique    | 08′    |
| Aeoline             | 08′    |
| Vox coelestis       | 08′    |
| Gedeckt             | 08′    |
| Flûte octaviante    | 04′    |
| Salicet             | 04′    |
| Flautino            | 02′    |
| Harm. aetheria IV 0 | 02 ⁄3′ |
| Trompete            | 08′    |
| Oboe                | 08′    |
| Trompete            | 04′    |
|                     |        |
| Tremulant           |        |

| Hochdruckwerk C–c4 |    |
| Seraphonflöte      | 8′ |
| Stentorgambe       | 8′ |
| Tuba               | 8′ |

| Pedal C–g1     |         |
| Akustikflöte   | 32′     |
| Principal      | 16′     |
| Kontrabass     | 16′     |
| Violonbass     | 16′     |
| Subbass        | 16′     |
| Quintbass      | 10 2⁄3′ |
| Octavbass      | 08′     |
| Violoncello    | 08′     |
| Flötbass       | 08′     |
| Octave         | 04′     |
| Posaunenbass 0 | 16′     |

- Koppeln:
  - Normalkoppeln: II/I, III/I, HD/I; III/II, HD/II; HD/III; I/P, II/P, III/P, HD/P; III Aequallage ab.
  - Superoktavkoppeln: Super III/III, Super HD/III.
  - Suboktavkoppeln: Sub III/III, Sub HD/III.
- Spielhilfen:
  - Rollschweller und zwei Schwelltritte für II. und III. Manual
  - Setzer mit Sequenzer Auf/Ab 400fach

## Mitgliedschaften
Das Konzerthaus Dortmund ist seit 2012 Mitglied der European Concert Hall Organisation. Diese Organisation ist ein Zusammenschluss aus europäischen Konzerthäusern, um etwa den kulturellen Austausch sowie Nachwuchskünstler zu fördern.

## Nachhaltigkeit
Im Herbst des Jahres 2023 wurde das Konzerthaus Dortmund im Rahmen seiner Teilnahme an dem Projekt Ökoprofit mit einem Gütesiegel für Nachhaltigkeit ausgezeichnet. Seit Sommer 2023 deckt das Konzerthaus rund 10 Prozent des eigenen Strombedarfs durch eine Photovoltaikanlage auf dem Dach des Hauses.